# Вічевий майдан, 1 (Коломия)
Будинок на площі Вічевий майдан, 1 — двоповерхова споруда в Коломиї, зведена у стилі модерн. Побудована приблизно на початку ХХ століття, як житловий будинок. Південний фасад будівлі виходить на початок площі Вічевий Майдан, західний — на вулицю Шевченка.

## Історія
За даними книжки «Вулиці старовинної Коломиї» С. Андріїшина, власником даної будівлі був Давид Гаммер, єврейський акушер-гінеколог. Це підтверджується в газеті «Tygodnik Pokucki Zjednoczenie» від 14 грудня 1930 року та в телефонному довіднику 1932 року.
Народився лікар 20 липня 1891 року в селі Верчани Стрийського повіту Станиславівського воєводства. Відомо, що прізвище його матері було Шонфельд. Згідно зі збереженим у Яд Вашемі «Анкетним листком для першого зголошення лікувальних професій», у 1914—1916 роках навчався у Віденському університеті, де 12 липня 1916 року склав іспит. Під час Першої світової війни служив в австро-угорській армії як військовий лікар.

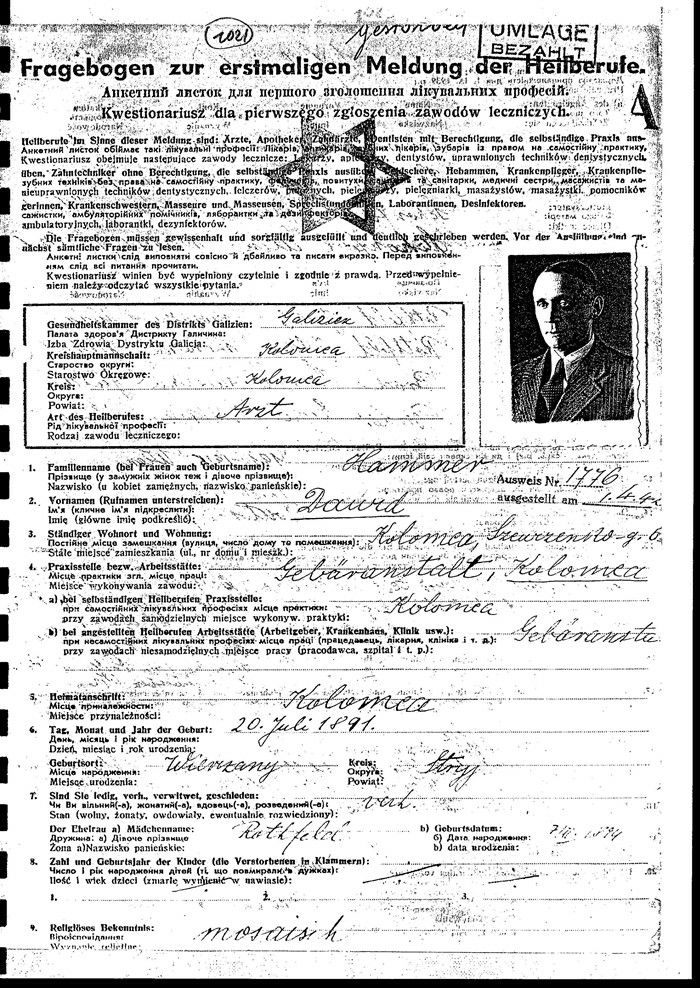
Перша сторінка анкетного листка Давида Гаммера

Уперше про нього як коломийського лікаря-гінеколога згадується в списку польських лікарів 1924 року. Зі списку польських лікарів, адвокатів та інших видів професій 1926 року відомо, що приймав пацієнтів спочатку на вул. Шевченка, 45 (дана будівля не збереглася), а вже в 1930-х роках приймав на вул. Красінського, 20 (у 1939 році — вул. Красінського, 22). Був кандидатом в члени єврейської общини Коломиї за часів Польщі. Робочий номер телефону — 6.
Із газети «Nasz Głos» («Наш Голос») від 14 грудня 1928 року відомо, що з нагоди ювілею свого батька виділив 10 злотих на забезпечення єврейської публічної кухні. Також, за даними «Вулиці старовинної Коломиї» С. Андріїшина, «спільно з українськими лікарями сім з половиною років працював безкоштовно по 4 години на день в народній амбулаторії, приймаючи найбідніших пацієнтів». Дана народна амбулаторія розташовувалася в будівлі, що навпроти драматичного театру, й належала греко-католицькій парафії.
Давид Гаммер був одружений з Юлією Ротфельд та мав доньку Софію. Включно до німецької окупації проживав у Коломиї. Помер 20 липня 1942 року. Причина смерті невідома. Як стверджує газета «Gazeta Żydowska» («Єврейська газета») від 5 серпня 1942 року, «виражаємо глибоке співчуття Софії та Розалії».
Після Другої світової війни будівля стала житловою.
Від початку 2000-х років на першому поверсі міститься нотаріальна контора, а з 2014 року — коломийська філія центру відновлення зору Анатолія Совви «Оптика».
Будівля внесена до реєстру нерухомих пам'яток Коломиї місцевого значення.
У 2024 році даний будинок був внесений у книгу «Про що мовчать коломийські будівлі» Іллі Криворучка та Мирослави Кочержук.

## Галерея

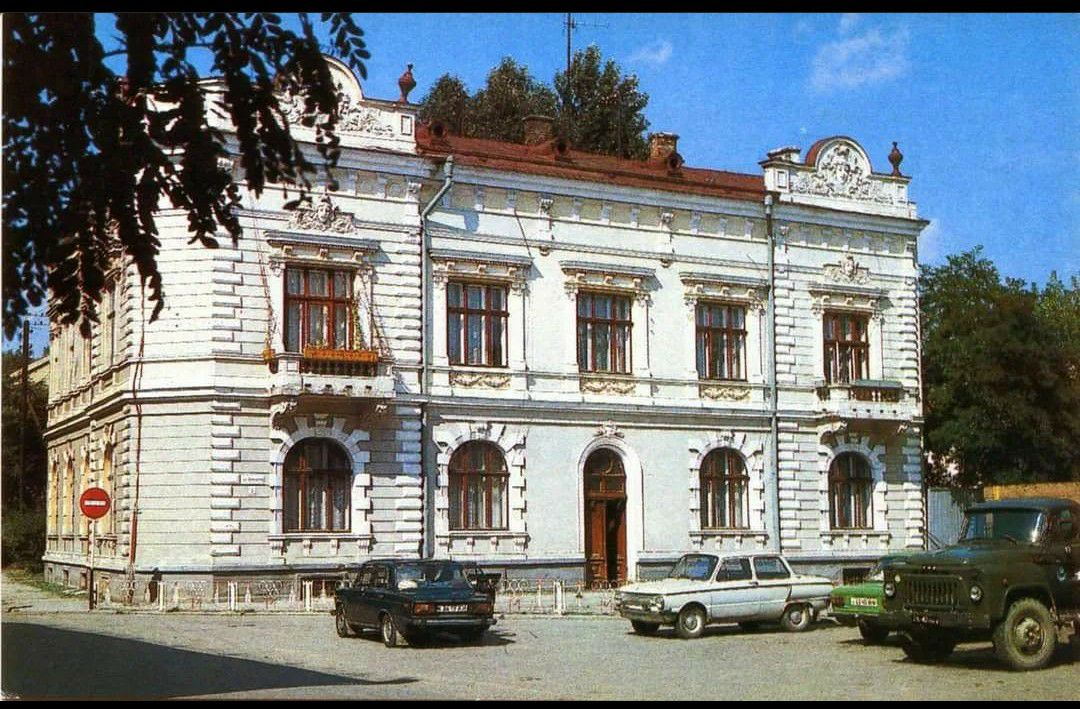
Будівля в радянські часи.
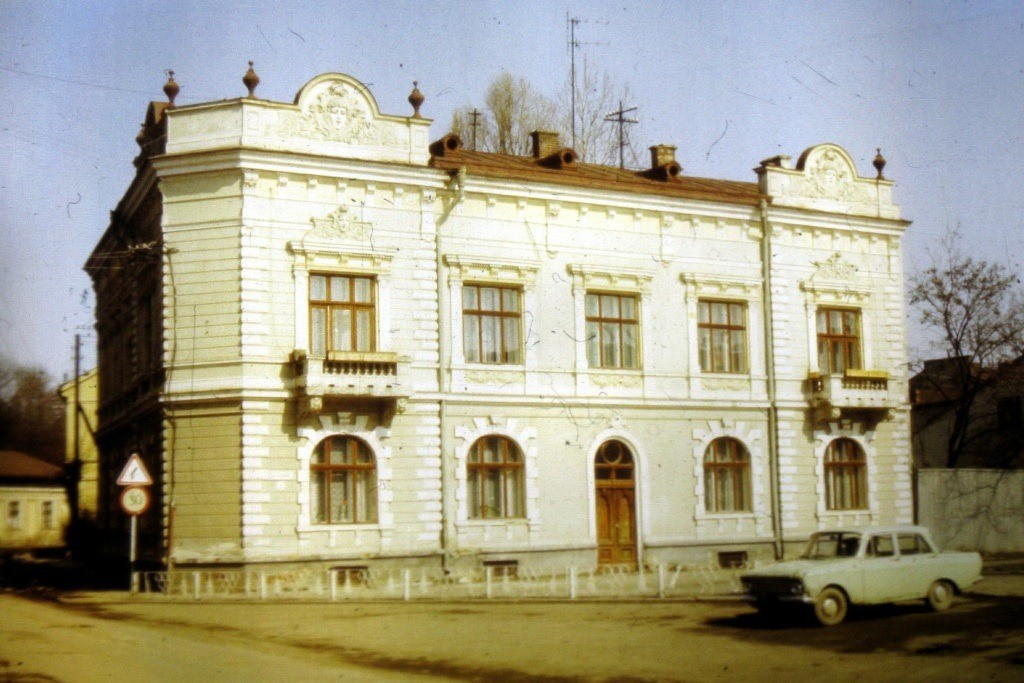
Будівля в кінці 1980-х років.